# Monommata caeca
Monommata caeca är en hjuldjursart som beskrevs av Myers 1930. Monommata caeca ingår i släktet Monommata och familjen Notommatidae. Inga underarter finns listade i Catalogue of Life.